# Tas (capo magiaro)
Tas (fl. IX secolo) fu, secondo l'anonimo cronista autore delle Gesta Hungarorum, uno dei sette capitribù magiari che condusse il suo popolo nel bacino dei Carpazi nell'895.

## Biografia
Tas, a cui veniva attribuita la guida della tribù ungara dei Tarján, è considerato da molti storici contemporanei il padre del capo Lehel e nipote del Gran principe Árpád; tale ricostruzione nega dunque la presenza del magiaro tra i sette capitribù magiari. Benché sia ritenuta improbabile la possibilità di due diversi Tas, non si tratta comunque di un'ipotesi che si può escludere. L'anonimo autore delle Gesta Hungarorum riferisce che Tas visse nello stesso periodo del principe Álmos d'Ungheria, padre di Árpád; ciò permetterebbe di dedurre che anche Lehel fosse contemporaneo di Álmos, un evento assai inverosimile se si tiene conto del fatto che Lehel visse circa 60 anni dopo il grande principe ungaro, in quanto viene ritenuto più un suo nipote.
Intorno al 948, l'imperatore bizantino Costantino VII Porfirogenito cita per nome i quattro figli e i quattro nipoti di Árpád in un passo della sua opera, il De administrando imperio. Egli dichiara nello specifico che «Teveli» è figlio di «Tarkacsu», «Ezeleg» è figlio di «Jeleg», Falicsi («il gran principe ungaro attivo all'epoca in cui scrive») è figlio di «Jutocsa» e Taksony è figlio di Zolta. L'imperatore prosegue affermando che Takarcsu e Teveli erano deceduti, ma «Termacsu», il figlio di Teveli, è attivo alla sua corte. Dice anche che gli altri tre figli di Árpád sono morti, ma i suoi nipoti, «Fali», «Tasi» e «Taksony» sono ancora vivi. Il già citato Ezeleg viene dato per deceduto, mentre Tasi compare nell'elenco. In questo passaggio Costantino VII Porfirogenito non cita il quinto e nemmeno il figlio maggiore Liütika, a cui fa riferimento in altri punti relativi alle guerre contro i Bulgari.

### Fonti primarie
- (EN) Costantino Porfirogenito, De administrando imperio, a cura di Gyula Moravcsik, traduzione di Romillyi J. H. Jenkins, Dumbarton Oaks Center for Byzantine Studies, 1967, ISBN 978-0-88402-021-9.
- Anonimo notaio di re Béla, Gesta Hungarorum, traduzione di Martyn Rady e László Veszprémy, CEU Press, 2010, ISBN 978-963-9776-95-1.

### Fonti secondarie
- (HU) Csorba Csaba, Árpád népe [La stirpe di Árpád], Budapest, Tudomány - Egyetem Kulturtrade Kiadó, 1997.
- B. Hóman e G. Szekfű, Magyar Történet [Storia ungherese], Budapest, Király Magyar Egyetemi Nyomda, 1935.